# Калоплака
Кало́плака (лат. Caloplaca) — род лишайников семейства Телосхистовые (Teloschistaceae).
Виды этого рода распространены по всему миру, простираясь от Антарктиды до высоких широт Арктики. Его находили в северных широтах Северной Америки и России. Только на Британских островах встречается около 30 видов.
В 2007 году был открыт новый вид этого рода — Калоплака Обамы (Caloplaca obamae), названный в честь президента США Барака Обамы.

## Представители
Согласно базе данных Catalogue of Life на октябрь 2022 года в род входят некоторые следующие виды:
- Caloplaca ahtii Søchting, 1994 — Калоплака Ахти
- Caloplaca cerina (Ehrh. ex Hedw.) Th. Fr., 1861 — Калоплака восковая
- Caloplaca chlorina (Flot.) Sandst., 1912 — Калоплака зеленоватая
- Caloplaca obamae K. Knudsen, 2009 — Калоплака Обамы